# Chevrolet Malibu
Chevrolet Malibu je automobil střední třídy americké automobilky General Motors (GM) vyráběný v letech 1964-1983 a od roku 1997 do současnosti. Jméno získalo podle města Malibu. Původně bylo auto prodávané jako Chevrolet Chevelle s lepší výbavou, v roce 1978 se Malibu stalo samostatným typem. Od roku 1997 je uváděné jako vozidlo s pohonem na předních kolech.
Tradičně bylo Malibu prodáváno pouze v Severní Americe, ale nový model představený v roce 2012 se začal prodávat i v jiných zemích.

## Generace
- První generace v letech 1964–1967 - ještě jako model typu Chevrolet Chevelle. Prodávané jako čtyřdveřový sedan, dvoudveřové kupé či dvoumístné kombi
- Druhá generace v letech 1968–1972 - stále vyráběno jako model typu Chevrolet Chevelle s novým designem. Prodávané jako čtyřdveřový sedan, dvoudveřové kupé a dvoudveřový kabriolet.
- Třetí generace v letech 1973–1977 - automobily typu Chevrolet Chevelle, získaly opět nový design.
- Čtvrtá generace v letech 1978–1983 - vyráběno už jako samostatný typ Malibu. Prodávané jako čtyřdveřový sedan, dvoudveřové kupé či pětidveřové kombi. V roce 1981 přijala dceřiná společnost General Motors Canada v Oshawě speciální objednávku na 25 500 kusů čtyřdveřových sedanů iráckou vládu Saddáma Husajna. Objednávka stála přes 100 milionů amerických dolarů. Do Iráku se nakonec dostalo pouze 13 tisíc těchto automobilů, přičemž většina z nich se stala taxíky v Bagdádu. Zbývajících 12 500 kusů zůstalo v přístavu v Halifaxu nebo čekalo na odeslání v Oshawě, protože v Iráčané objednávku zničehonic v roce 1982 ukončili.
- Pátá generace v letech 1997-2003 - Malibu bylo představeno jako vozidlo s pohonem na přední kola. Vyráběl se ve formě čtyřdveřového sedanu.
- Šestá generace v letech 2004-2008
- Sedmá generace v letech 2009-2012
- Osmá generece v letech 2013-

## Galerie

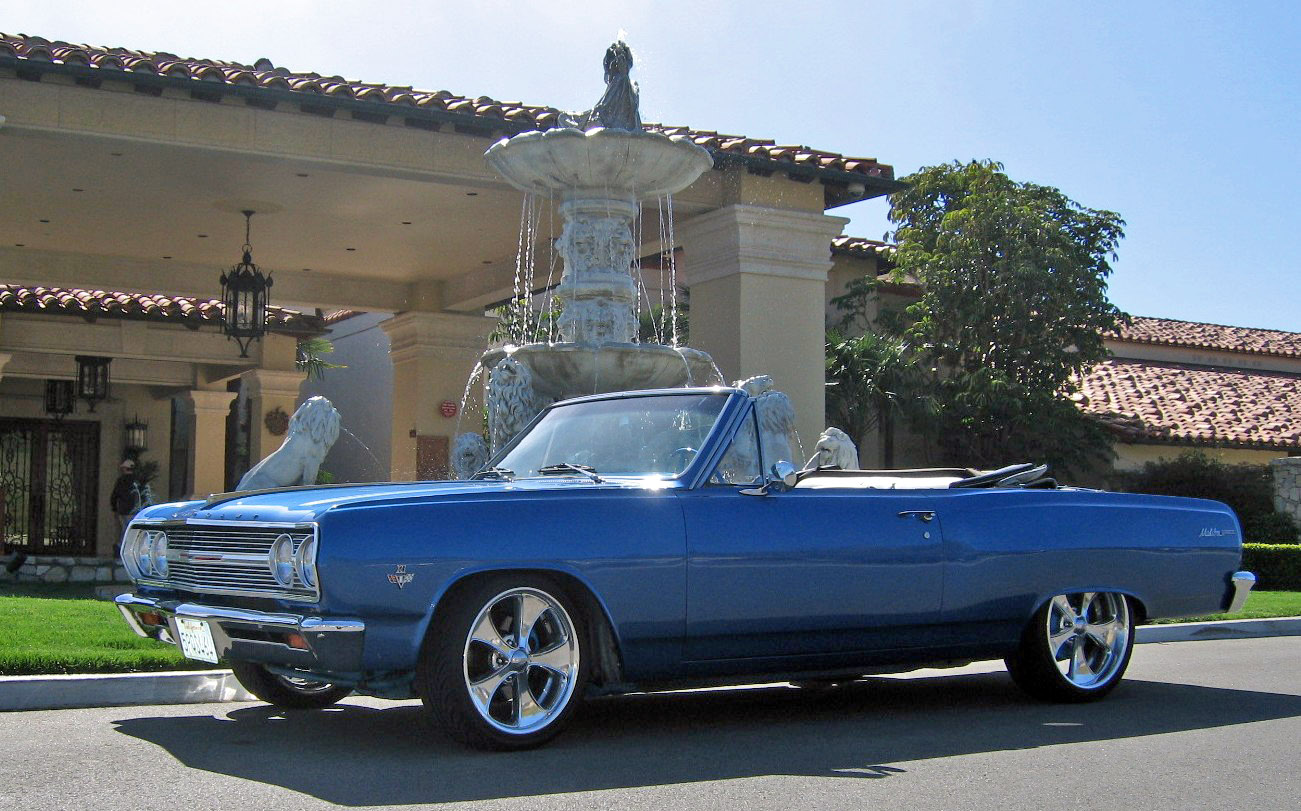
Kabriolet Malibu Chevelle z roku 1965
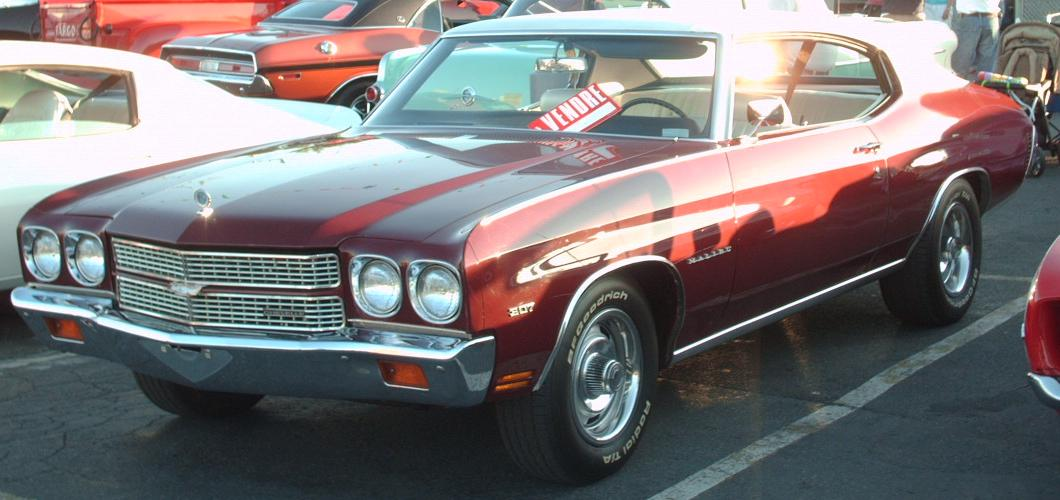
Chevrolet Chevelle Malibu kupé
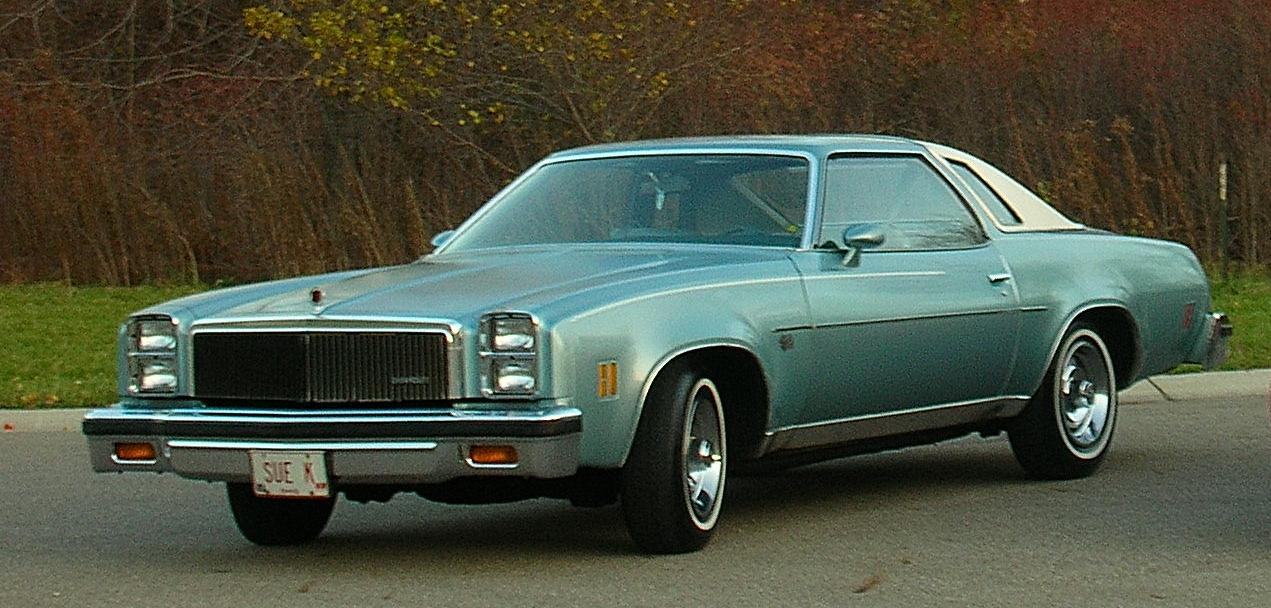
Chevrolet Chevelle Malibu Classic Landau kupé
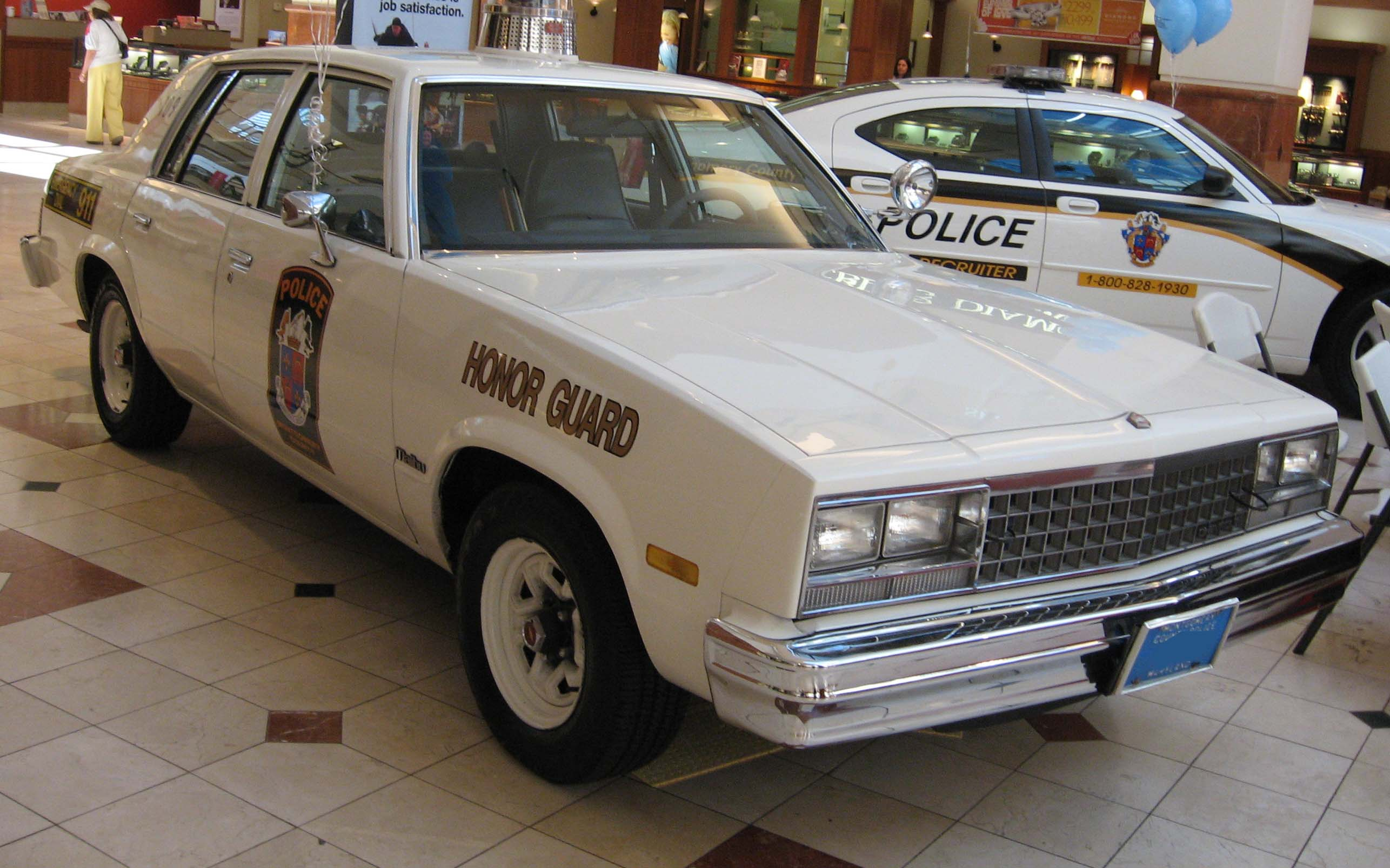
Policejní auto Chevrolet Malibu z roku 1983
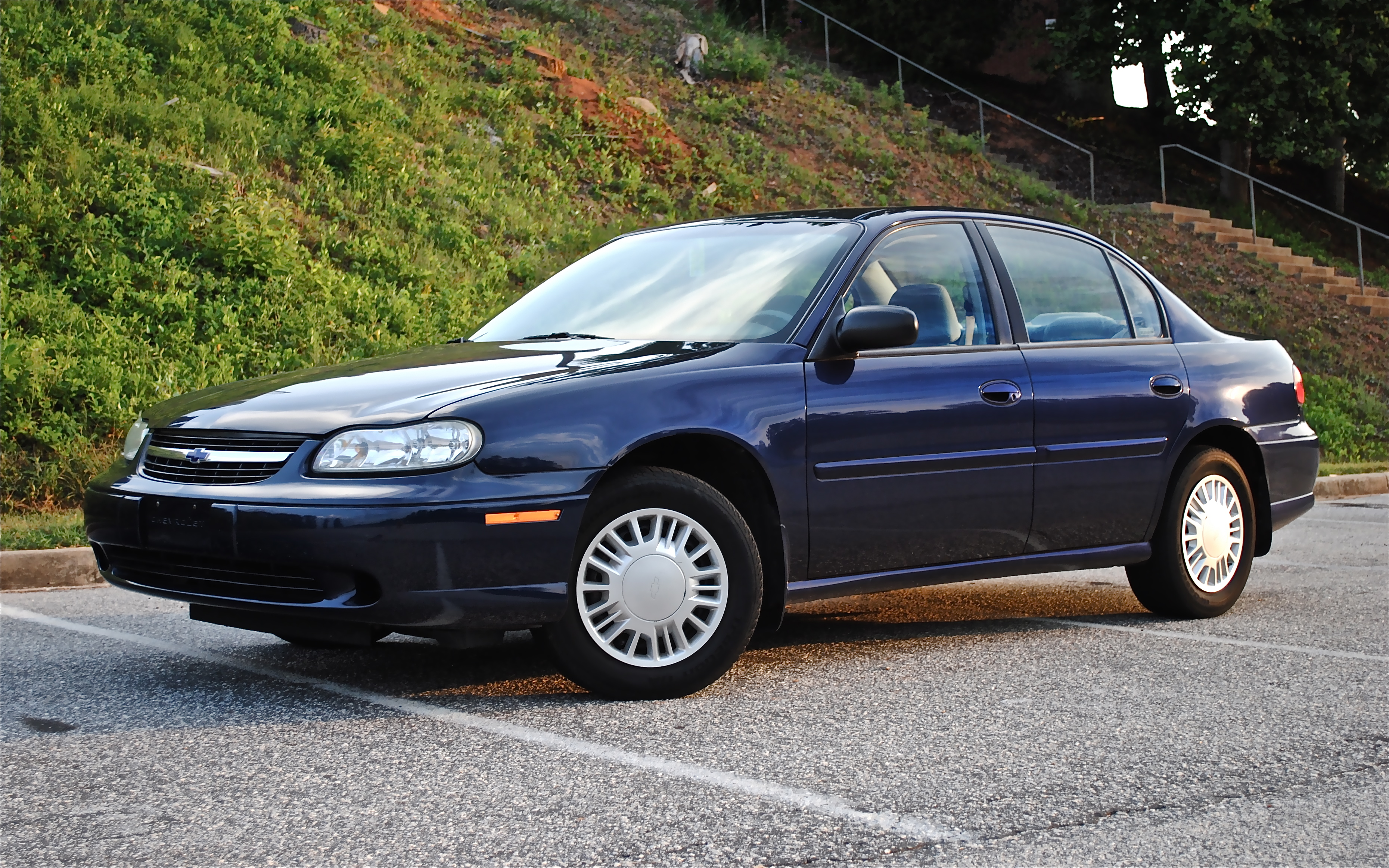
Chevrolet Malibu z roku 2000
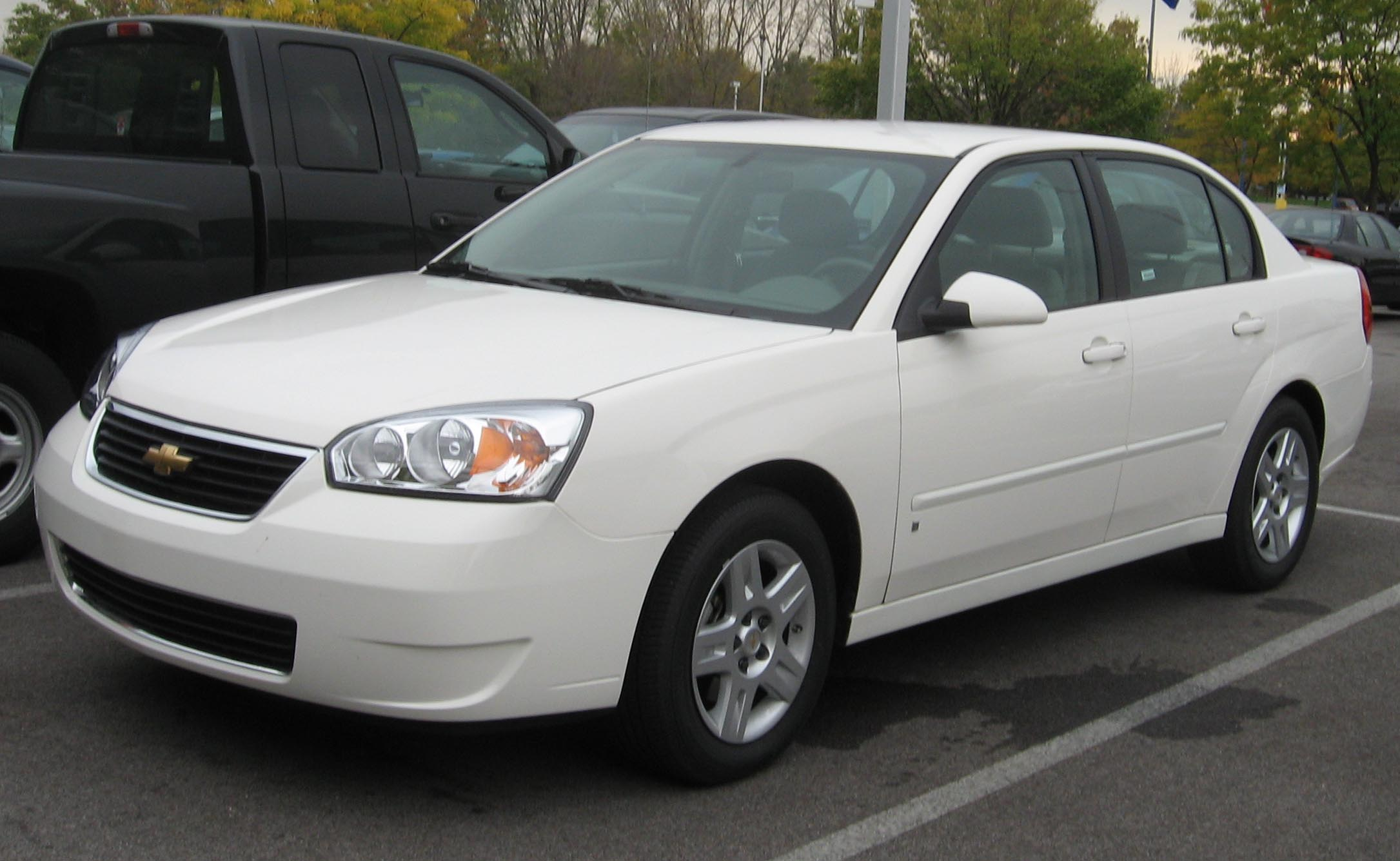
Chevrolet Malibu LT sedan z roku 2007
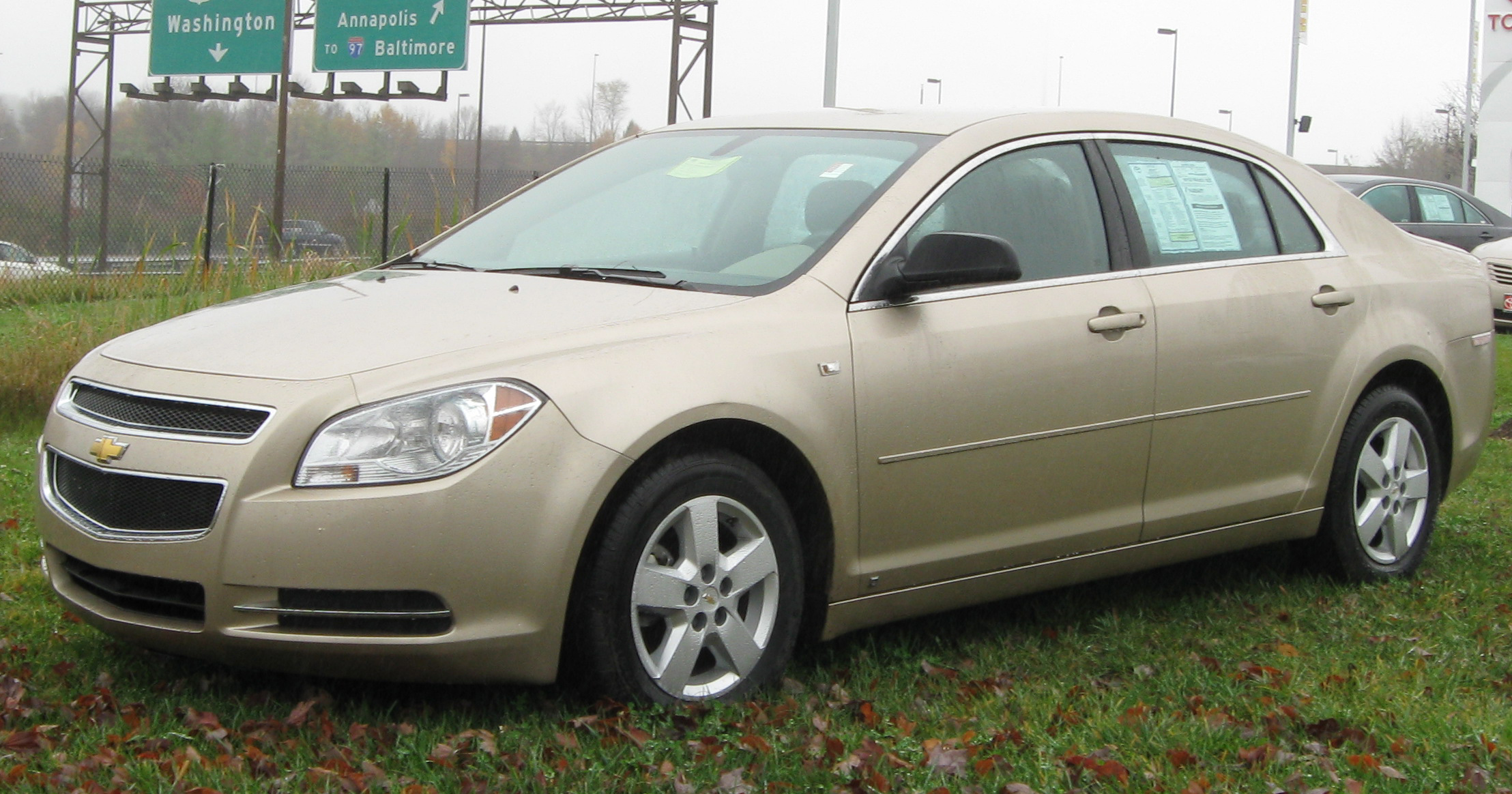
Sedmá generace Chevrolet Malibu